# Kerivoula agnella
Kerivoula agnella — вид рукокрилих родини Лиликові (Vespertilionidae).

## Поширення
Країни поширення: Папуа Нова Гвінея. Висотний діапазон проживання: від рівня моря до 700 м над рівнем моря. Відомий з кількох зразків до 1950 року. Цей вид мешкає в тропічних низинних лісах і гірських лісах, і, як передбачається, комахоїдний.

## Загрози та охорона
Загрози для цього виду не відомі, але втрата середовища існування імовірно є загрозою. Поки не відомо, чи вид присутній в будь-якій з природоохоронних територій.